# George Dickerson
George Graf Dickerson (Topeka, 25 luglio 1933 – New York, 10 gennaio 2015) è stato un attore statunitense.

## Biografia
George Dickerson è nato 25 luglio 1933, a Topeka nel Kansas, da George Dickerson Graf, un avvocato, ed Elizabeth Dickerson (nata Naumann); Dickerson aveva un fratello, di cinque anni più giovane di lui; quando era ancora adolescente, la sua famiglia ha vissuto nel Michigan, nel South Side di Chicago, a Queens, New York e in Virginia.
Si è laureato alla Yale University nel 1955, dopo aver studiato con il romanziere e poeta Robert Penn Warren e Cleanth Brooks, sostenitori del New Criticism. Dopo aver lavorato come insegnante in Vermont, nel 1970 dopo un decennio nel mondo letterario, Dickerson ha lavorato come addetto stampa e scrittore e come capo della stampa e delle pubblicazioni per l'UNRWA (il soccorso delle Nazioni Unite e l'occupazione dei profughi palestinesi presso la sua sede a Beirut in Libano dove ha vissuto la guerra civile libanese nel 1975 e nel 1976.
Dickerson tornato dal Libano negli Stati Uniti è diventato un attore, recitando nella serie televisiva Hill Street giorno e notte, in cui interpretava il comandante di polizia Swanson; il suo ruolo più famoso è probabilmente quello del detective Williams nel film di Velluto blu di David Lynch (1986). Ha inoltre ha recitato in molti film indipendenti e ha avuto ruoli importanti in film come Psycho II, Condannato a morte per mancanza di indizi, Nessuna pietà, Il giustiziere della notte 4, Più tardi al buio, Colpi proibiti. Dickerson ha recitato anche in tv come guest star in episodi di Tre cuori in affitto, Charlie's Angels, La casa nella prateria, L.A. Law - Avvocati a Los Angeles e altre serie TV.

## Vita privata
Dickerson si è sposato quattro volte e aveva cinque figli; parlava cinque lingue: inglese, francese, tedesco, arabo e italiano. Affetto da anni dalla malattia di Crohn, Dickerson è morto nei primi mesi del 2015, e la sua morte è stata resa pubblica dal figlio Dome Karukoski via Facebook il 13 gennaio 2015.

## Filmografia

### Cinema
- Alla maniera di Cutter (Cutter's Way), regia di Ivan Passer (1981)
- Un giocatore troppo fortunato (Jinxed!), regia di Don Siegel (1982)
- Psycho II, regia di Richard Franklin (1983)
- Space Raiders, regia di Howard R. Cohen (1983)
- Condannato a morte per mancanza di indizi (The Star Chamber), regia di Peter Hyams (1983)
- Velluto blu (Blue Velvet), regia di David Lynch (1986)
- Nessuna pietà (No Mercy), regia di Richard Pearce (1986)
- Il giustiziere della notte 4 (Death Wish 4: The Crackdown), regia di J. Lee Thompson (1987)
- Più tardi al buio (After Dark, My Sweet), regia di James Foley (1990)
- Colpi proibiti (Death Warrant), regia di Deran Sarafian (1990)

### Televisione
- Un uomo chiamato Sloane (A Man Called Sloane) – serie TV, episodio 1x03 (1979)
- L'incredibile Hulk (The Incredible Hulk) – serie TV, episodio 3x16 (1980)
- Visite a domicilio (House Calls) – serie TV, episodio 1x11 (1980)
- La casa nella prateria (Little House on the Prairie) – serie TV, episodio 7x05 (1980)
- Charlie's Angels – serie TV, episodio 5x01 (1980)
- Tre cuori in affitto (Three's Company) – serie TV, episodio 5x10 (1981)
- Lobo – serie TV, episodio 2x07 (1981)
- Hill Street giorno e notte (Hill Street Blues) – serie TV, 6 episodi (1981)
- Truck Driver (B.J. and the Bear) – serie TV, episodio 3x15 (1981)
- Strike Force – serie TV, episodio 1x01 (1981)
- I ragazzi di padre Murphy (Father Murphy) – serie TV, episodio 1x16 (1982)
- Ralph supermaxieroe (The Greatest American Hero) – serie TV, episodio 3x11 (1983)
- Mike Hammer investigatore privato (Mike Hammer) – serie TV, episodio 1x09 (1984)
- Hunter – serie TV, episodio 3x11 (1987)
- Troppo forte! (Sledge Hammer!) – serie TV, episodio 1x19 (1987)
- Miami Vice – serie TV, episodio 3x24 (1987)
- Avvocati a Los Angeles (L.A. Law) – serie TV, episodio 4x16 (1990)
- Flash (The Flash) – serie TV, episodio 1x10 (1991)
- American Playhouse – serie TV, episodio 10x04 (1991)
- Matlock – serie TV, episodio 6x14 (1992)

## Doppiatori italiani
Nelle versioni in italiano delle opere in cui ha recitato, George Dickerson è stato doppiato da:
- Cesare Barbetti in Velluto blu
- Mario Mastria in Charlie's Angels